# إدغار مان
إدغار مان (بالإنجليزية: Edgar Mann)‏ هو طبيب عسكري وسياسي بريطاني، ولد في 24 يونيو 1926 في لندن في المملكة المتحدة، وتوفي في 21 يونيو 2013 في دوغلاس في المملكة المتحدة. انتخب Chairman of the Executive Council ‏.

## حياته المبكرة ومسيرته المهنية
وُلد في 24 يونيو 1926 في لندن، وتلقى تعليمه في مدرسة فريرن بارنيت النحوية وكلية كينغز كوليدج لندن. أصبح بعد ذلك ضابطًا طبيًا وطبيبًا عامًا ومقدمًا في الجيش الملكي المغربي وقائدًا لسيارات الإسعاف الميدانية في الجيش الإقليمي (TA).
في 9 يوليو 1950، تم تعيينه في الفيلق الطبي بالجيش الملكي برتبة ملازم أول لأداء الخدمة الوطنية. تمت ترقيته إلى رتبة نقيب في 9 يوليو 1951. وقد نُقل إلى الإدارة الفنية في 2 أغسطس 1952. تمت ترقيته إلى رائد في 15 ديسمبر 1958. وبعد أن كان برتبة مقدم بالنيابة، نُقل إلى احتياطي ضباط الجيش الإقليمي في 15 يناير 1963، وبذلك أنهى خدمته الفعلية، ومُنح رتبة مقدم فخرية.
عند انتقاله إلى جزيرة مان، أصبح مفوضًا للقرية (على غرار مستشار الرعية) في لاكسي في عام 1974، قبل أن يترشح لعضوية مجلس المفاتيح عن غارف في عام 1976. وقد تم تعيينه على الفور رئيسًا لمختلف المجالس الحكومية (التي سبقت الإدارات). وفي عام 1981، أصبح رئيسًا للمجلس المالي، أي وزيرًا للخزانة، ثم رُقّي في عام 1985 إلى المجلس التشريعي وأصبح رئيسًا للمجلس التنفيذي. في عام 1986، تم استحداث النظام الوزاري في أعقاب الانتخابات العامة. قرر الدكتور مان أن يترشح لعضوية مجلس النواب، حيث كان يعلم أنه من المتوقع أن يخضع الوزراء للمساءلة الديمقراطية. كما استقال من مقعده في المجلس التشريعي عشية الانتخابات، على الرغم من أن ذلك لم يكن مطلوبًا قانونًا. لم يتم انتخابه، وبالتالي فقد مقعده في تينوالد على الرغم من أنه كان مرشحاً ليصبح رئيس الوزراء الجديد. في الانتخابات الفرعية لعام 1990، استعاد مقعده في غارف واحتفظ به حتى أعيد ترشيحه للمجلس التشريعي في عام 1995. وفي عام 1992، أصبح رئيس مجلس النواب بالنيابة وفي عام 1996 وزيراً للتعليم.

## المناصب الحكومية
- رئيس لجنة الإذاعة، 1978-1978-80
- عضو في المجلس التنفيذي لجزيرة مان، 1980-1986
- رئيس مجلس الزراعة ومصايد الأسماك، 1980-1981
- رئيس المجلس المالي، 1981-1985
- رئيس لجنة الرقابة المالية، 1983-1985
- رئيس المجلس التنفيذي، 1985-1986
- وزير التربية والتعليم، 1996-1999